# Peeter Süda

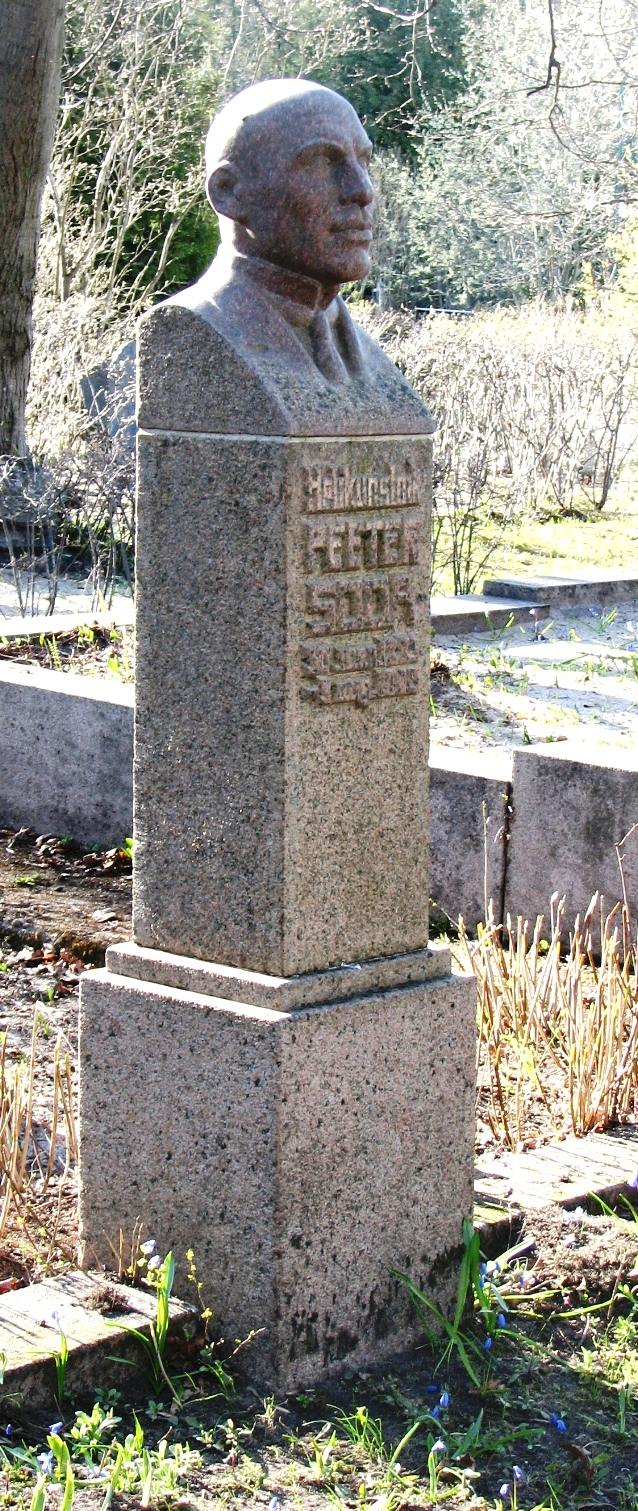
Grafmonument voor Peeter Süda op het Vana-Kaarlikerkhof in Tallinn

Peeter Süda (Atla, Saaremaa, 30 januari 1883 - Tallinn, 3 augustus 1920) was een Estisch componist en organist. Zijn composities zijn meestal toegespitst op het orgel.

## Biografie
Süda werd geboren op het platteland van Estland. De familie had een muzikale interesse en Süda zat op vijfjarige jongen al achter het kerkorgel. Hij kreeg opleiding van de plaatselijke koster, zijn oudoom Peeter Südda. Hij mocht orgel gaan studeren aan het Conservatorium van Sint-Petersburg (1902-1910) bij Louis Homilius en Jacques Handschin. Vanaf 1909 ging hij ook compositie studeren; hij kreeg daarbij les van de Russen Anatoli Ljadov, Aleksandr Glazoenov en Nikolaj Solovjov. In Sint-Petersburg leert hij een andere Estische componist kennen, Mart Saar, die dan al bezig is een uitgebreide collectie aan te leggen van Estische volksmuziek en -liederen. Süda werkte met Saar samen van 1905 tot 1911. In 1912 vertrok hij terug naar Tallinn om er les te geven en als organist zijn geld te verdienen. In 1919 gaat hij lesgeven aan het Conservatorium van Tallinn in de vakken orgel, compositie en muziektheorie.
Cyrillus Kreek zette zijn werk aan de verzameling van volksmuziek voort. Hij schreef ook een requiem ter nagedachtenis aan Süda.

## Composities
Er zijn maar weinig voltooide werken van Süda in omloop, waarvan de bekendst Fuge f-moll, Ave Maria, Basso ostinato, Scherzino, Gigue à la Bach, Pastoraal und Präludium en Fuge g-moll de belangrijkste zijn. Daarnaast zijn nog enige werken voor piano en het koorwerk Linakatkuja voltooid. Hij was ten tijde van zijn overlijden nog bezig met een Requiem.